# Megumi Okina
Megumi Okina (奥菜 恵?; Tokyo, 6 agosto 1979) è un'attrice giapponese, nota principalmente per la sua interpretazione del personaggio di Rika Nishina nel film horror giapponese Ju-on: The Grudge.

## Biografia
Okiana è una cantante giapponese scoperta nel 1995 ha partecipato in molti film. Nel 1995 partecipò al film "Naito heddo", poi nel 2000 partecipò al film meno importante "Tales of the Unusual",sempre nel 2000 prese parte al film "Sebunzu feisu". Nel 2001 fece la parte di Koto-Hime nel film "Red Shadow: Akakage" sempre nel 2001 fece il film "Otogirisō". Invece nel 2003 fu scelta per il personaggio di Rika Nishina nel film horror Giapponese Ju-on: The Grudge. poi nel 2006 prese parte del film "Ulysses" e "Inugamike no Ichizoku".Poi ha partecipato al film Ombre dal passato conosciuto anche con il nome di "Shutter". Mentre invece nel 2009 fece il film "Tsumi toka batsu toka". La Okina prende parti a molti Reality show Giapponesi e prese parti anche in molte serie tv sempre Giapponesi

## Discografia

### Album
- 1995/09/21: Blossom
- 1996/05/21: illusion
- 1997/03/20: gradation
- 1998/04/01: i・n・g
- 1998/09/01: Stairs -The Best Songs-

### Singoli
- 1995/08/19: この悲しみを乗り越えて
- 1996/04/23: そんなの悲しいね
- 1996/09/21: あなたのそばで
- 1997/02/25: 今でも...あなたが好きだから
- 1997/05/28: 淑女の夢は万華鏡 (Per l'anime: Kochira Katsushika-ku Kameari Kōen-mae Hashutsujo)
- 1997/10/29: それでも愛してる
- 1998/02/25: ゆらゆら
- 1998/08/21: Eternity

## Filmografia

### Cinema
- Tsumi toka batsu toka, regia di Kera (2009)
- Ombre dal passato regia di Masayuki Ochiai (2008)
- Inugamike no Ichizoku- (2006)
- Ulysses- (2006)
- Ju-on: The Grudge- regia di Takashi Shimizu (2003)
- St. John's Wort - Il fiore della vendetta (Otogiriso), regia di Ten Shimoyama (2001)
- Red Shadow: Akakage- (2001)
- Sebunzu feisu- (2000)
- Tales of the Unusual- (2000)
- Naito heddo- (1995) (Remake)

### Opere teatrali e Televisione
- Takusan no Ai wo Arigato (たくさんの愛をありがとう) (NTV, 2006)
- Aibou 5 (TV Asahi, 2006, ep1)
- Wakatoryo to Kyuunin no Ko (NHK, 2006)
- Oishii Koroshikata (BS Fuji, 2006)
- Jikou Keisatsu (TV Asahi, 2006, ep5)
- Konya Hitori no Bed de as Jumonji Azusa (TBS, 2005)
- Kyohansha (NTV, 2003)
- Beginner (Fuji TV, 2003)
- Boku ga Chikyu wo Suku as Tsukishima Kyoko (TBS, 2002)
- Koisuru Top Lady as Hasegawa Mizuki (Fuji TV, 2002)
- Shin Hoshi no Kinka (NTV, 2001)
- Wakaresaseya as Mizusawa Chiharu (YTV, 2001)
- Hanamura Daisuke (Fuji TV, 2000, ep11-12)
- Suna no ue no Koibitotachi (Fuji TV, 1999)
- Tengoku no Kiss as Mitarai Asumi (TV Asahi, 1999)
- Tengoku ni Ichiban Chikai Otoko as Tsuyuzaki Koharu (TBS, 1999)
- Genroku Ryoran (NHK, 1999)
- Hashire Komuin (Fuji TV, 1998)
- Ao no Jidai (TBS, 1998)
- Shinryonaikai Ryoko (NTV, 1997)
- Futari (TV Asahi, 1997)
- Kimi ga Jinsei no Toki (TBS, 1997)
- Wakaba no Koro (TBS, 1996)
- Kinjirareta Asobi (NTV, 1995)